# Trogulus nepaeformis
Trogulus nepaeformis is een hooiwagen uit de familie kaphooiwagens (Trogulidae).